# Lycodes paamiuti
Lycodes paamiuti is een  straalvinnige vissensoort uit de familie van puitalen (familie) (Zoarcidae). De wetenschappelijke naam van de soort is voor het eerst geldig gepubliceerd in 2001 door Møller.
De soort staat op de Rode Lijst van de IUCN als niet bedreigd, beoordelingsjaar 2009.